# Allometriocnemus pictus
Allometriocnemus pictus är en tvåvingeart som beskrevs av Freeman 1961. Allometriocnemus pictus ingår i släktet Allometriocnemus och familjen fjädermyggor. Inga underarter finns listade i Catalogue of Life.